# Colonia Agrícola Hidalgo
Colonia Agrícola Hidalgo är en ort i Mexiko.   Den ligger i kommunen Huehuetlán el Grande och delstaten Puebla, i den sydöstra delen av landet, 120 km sydost om huvudstaden Mexico City. Colonia Agrícola Hidalgo ligger 1 641 meter över havet och antalet invånare är 159.
Terrängen runt Colonia Agrícola Hidalgo är huvudsakligen kuperad, men åt sydost är den platt. Terrängen runt Colonia Agrícola Hidalgo sluttar söderut. Runt Colonia Agrícola Hidalgo är det ganska glesbefolkat, med 24 invånare per kvadratkilometer. Närmaste större samhälle är San Andrés Azumiatla, 16,4 km norr om Colonia Agrícola Hidalgo. I omgivningarna runt Colonia Agrícola Hidalgo växer huvudsakligen savannskog.